# Condizione umana
Con l'espressione condizione umana in filosofia si tende ad indicare la specifica dimensione esistenziale dell'essere umano, in quanto soggetto a limitazioni e ad una serie di vincoli che sono biologicamente inevitabili per le vite di tutti gli uomini, mentre altri sono comuni alla maggior parte di essi. 

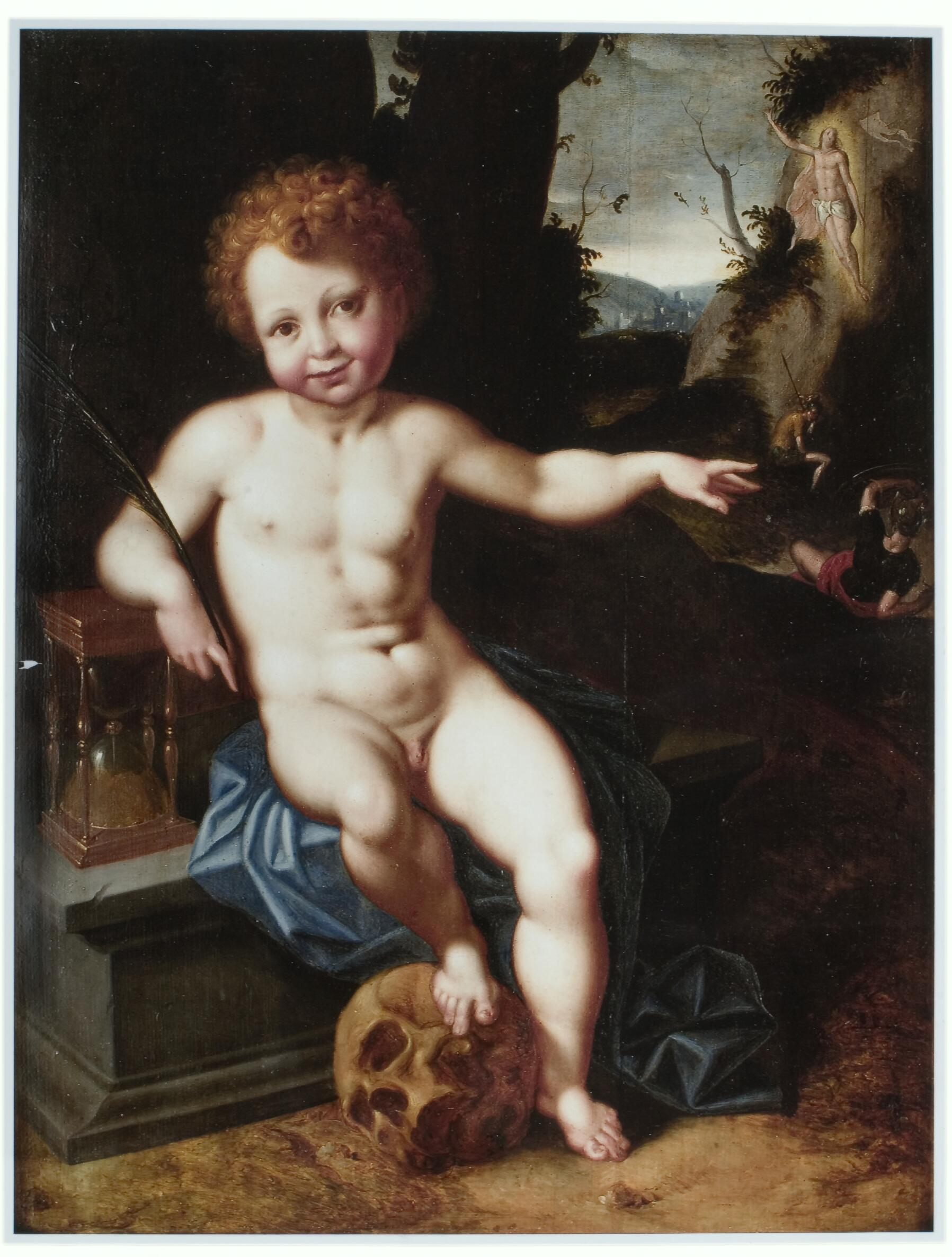
Dipinto con bambino, cranio e clessidra sulla caducità dell'esistenza, ispirato al motto astrologico di Manilio nascendo morimur («poiché siamo nati moriremo»), olio su tela di Frans Floris (1570, Museo nazionale di Stoccolma).

Tale condizione, riferita prevalentemente alla caducità, fallibilità, e provvisorietà tipica dell'individuo umano, sebbene talora accompagnata ad una tensione ideale verso uno stato di eternità e perfezione, denota l'insieme delle situazioni in cui egli si trova, reagendo o adattandosi di volta in volta.

## Utilizzo del termine
Il tema della condizione umana è oggetto di studio da parte di molti campi disciplinari come la filosofia, la teologia, la sociologia, la psicologia, l'antropologia, la demografia, i cultural studies e la sociobiologia.
Il termine viene usato per cercare di comprendere il significato metafisico di sentimenti ed emozioni come la gioia, l'angoscia, ecc. rispetto alla dimensione dell'Essere e alla categoria dell'esistenza. Gli uomini infatti, a differenza di tutte le altre forme di vita, sono coscienti del fluire del tempo, possono ricordare il passato ed immaginare il futuro, e sono intimamente consapevoli della propria mortalità. Questa consapevolezza conduce gli esseri umani a porsi domande relative allo scopo della vita, al di là delle necessità basilari della mera sopravvivenza, o della natura di ciò che è empiricamente apparente, del tipo: «qual è il senso della vita? Perché sono nato? Perché sono qui? Dove andrò? quando morirò?»
La ricerca umana per trovare risposte a queste domande costituisce gran parte delle riflessioni in ambito filosofico. Solo relativamente al secolo scorso la problematica della condizione umana è stata oggetto di interesse da parte di  filosofi occidentali come Martin Heidegger, Edmund Husserl, José Ortega y Gasset e di altri intellettuali come André Malraux, Hannah Arendt.. La scuola filosofica dell'esistenzialismo, di cui Jean-Paul Sartre è stato un capofila, esamina questa continua ricerca per dare significato definitivo alla condizione umana.
Questa tematica è stata esplorata anche in altri espressioni dell'attività umano, ad esempio in cinematografia il regista giapponese Masaki Kobayashi ha girato una trilogia sul tema, intitolata The Human Condition (1959-1961) della durata complessiva di circa 10 ore. Tema della trilogia è la lotta di un ingegnere, poi ufficiale dell'esercito giapponese, per opporsi al clima di disumanizzazione instaurato dalla dottrina militarista vigente durante la seconda guerra mondiale.
Nei paesi più sviluppati economicamente, i progressi in medicina, nell'educazione, e nella salute pubblica hanno generato cambiamenti marcati nella condizione umana negli ultimi secoli, con aumenti nella speranza di vita alla nascita e nella demografia. Uno dei più grandi cambiamenti è stata la disponibilità dei contraccettivi, che ha cambiato le vite sessuali degli esseri umani (in particolar modo per le donne), e i comportamenti verso la sessualità. Ad ogni modo, questi cambiamenti alterano solamente i dettagli della condizione umana. In alcune delle parti più povere del mondo, la condizione umana è cambiata di poco nel corso dei secoli.

### Uso negativo del termine
Questa espressione viene talvolta impiegata in modo pessimistico o sprezzante, sottintendendo che la condizione umana in generale è miserabile o che non può essere migliorata. Visioni negative della "condizione umana" possono anche essere associate ad una posizione cinica e distruttiva verso la civiltà umana.